# نادي الشرطة (نيامي)
نادي الشرطة الرياضي هو نادي كرة قدم نيجري مقره في نيامي وترعاه الشرطة الوطنية النيجرية. تأسس في عام 1993، فاز بدوري النيجر الممتاز وكأس النيجر في عام 2008. 

## الإنجازات
- دوري النيجر الممتاز : 1 (2008)
- كأس النيجر : 1 (2008)

## الأداء في مسابقات الاتحاد الأفريقي
- دوري أبطال أفريقيا : ظهور واحد

2009 : الجولة التمهيدية